# 堀直良
堀 直良（ほり なおよし）は、江戸時代前期から中期の大名で、上総苅谷藩第2代藩主、上総八幡藩初代藩主。椎谷堀家3代。

## 生涯
上総苅谷藩主堀直景の長男。寛文8年（1668年）、父の隠居により家督を相続する。同年、陣屋を上総国市原郡八幡に移した（上総八幡藩の成立）。大坂城加番を計4回務め、元禄4年（1691年）、49歳で死去した。家督は長男の直宥が相続した。

## 系譜
父母
- 堀直景（父）
- 西尾光教の娘（母）

正室
- 植村家貞の娘

子女
- 堀直宥（長男）生母は正室
- 本多直上